# David Koepp
David Koepp (Pewaukee, 9 giugno 1963) è uno sceneggiatore e regista statunitense.

## Biografia
Sceneggiatore di alcuni dei più grandi successi hollywoodiani, ha realizzato le sceneggiature di film divenuti blockbuster quali Carlito's Way, Mission: Impossible e Spider-Man. Ha collaborato con Steven Spielberg in film quali Jurassic Park, Il mondo perduto - Jurassic Park, La guerra dei mondi e Indiana Jones e il regno del teschio di cristallo. 
Ha esordito anche alla regia dirigendo film come Effetto black out con Elisabeth Shue e Dermot Mulroney, Echi mortali con Kevin Bacon e Secret Window con Johnny Depp. Nel film Il mondo perduto - Jurassic Park, appare in un cameo interpretando un uomo che a San Diego viene mangiato dal Tyrannosaurus rex.

## Filmografia

### Sceneggiatore
- Apartment Zero, regia di Martin Donovan (1988)
- Cattive compagnie (Bad Influence), regia di Curtis Hanson (1990)
- Perché proprio a me? (Why Me?), regia di Gene Quintano (1990)
- Arma non convenzionale (I Come Peace), regia di Craig R. Baxley (1990)
- Scuola di eroi (Toy Soldiers), regia di Daniel Petrie Jr. (1991)
- La morte ti fa bella (Death Becomes Her), regia di Robert Zemeckis (1992)
- Jurassic Park, regia di Steven Spielberg (1993)
- Carlito's Way, regia di Brian De Palma (1993)
- Cronisti d'assalto (The Paper), regia di Ron Howard (1994)
- L'Uomo Ombra (The Shadow), regia di Russell Mulcahy (1994)
- Suspicious, regia di David Koepp – cortometraggio (1994)
- Mission: Impossible, regia di Brian De Palma (1996)
- Effetto black out (The Trigger Effect), regia di David Koepp (1996)
- Il mondo perduto - Jurassic Park (The Lost World: Jurassic Park), regia di Steven Spielberg (1997)
- Omicidio in diretta (Snake Eyes), regia di Brian De Palma (1998)
- Echi mortali (Stir of Echoes), regia di David Koepp (1999)
- Panic Room, regia di David Fincher (2002)
- Spider-Man, regia di Sam Raimi (2002)
- Secret Window, regia di David Koepp (2004)
- Zathura - Un'avventura spaziale (Zathura), regia di Jon Favreau (2005)
- La guerra dei mondi (War of the Worlds), regia di Steven Spielberg (2005)
- Indiana Jones e il regno del teschio di cristallo (Indiana Jones and the Kingdom of the Crystal Skull), regia Steven Spielberg (2008)
- Ghost Town, regia di David Koepp (2008)
- Angeli e demoni (Angels & Demons), regia di Ron Howard (2009)
- Senza freni (Premium Rush), regia di David Koepp (2012)
- Jack Ryan - L'iniziazione (Jack Ryan: Shadow Recruit), regia di Kenneth Branagh (2014)
- Inferno, regia di Ron Howard (2016)
- La mummia, regia di Alex Kurtzman (2017)
- Ve ne dovevate andare (You Should Have Left), regia di David Koepp (2020)
- Kimi - Qualcuno in ascolto (Kimi), regia di Steven Soderbergh (2022)
- Indiana Jones e il quadrante del destino (Indiana Jones and the Dial of Destiny), regia di James Mangold (2023)
- Presence, regia di Steven Soderbergh (2024)
- Black Bag - Doppio gioco (Black Bag), regia di Steven Soderbergh (2025)
- Jurassic World - La rinascita (Jurassic World Rebirth), regia di Gareth Edwards (2025)

### Regista
- Suspicious – cortometraggio (1994)
- Effetto black out (The Trigger Effect) (1996)
- Echi mortali (Stir of Echoes) (1999)
- Secret Window (2004)
- Ghost Town (2008)
- Senza freni (Premium Rush) (2012)
- Mortdecai (2015)
- Ve ne dovevate andare (You Should Have Left) (2020)